# William Thomas Stearn
Pour les articles homonymes, voir Stearn.
Ne pas confondre avec le botaniste américain William Louis Stern (1926-2021)
William Thomas Stearn est un botaniste britannique, né le 16 avril 1911 à Cambridge et mort le 9 mai 2001.

## Biographie
Expert de l’histoire de la botanique, il est l’auteur d’un dictionnaire étymologique des noms latins des plantes cultivées. Il a présidé la Société linnéenne de Londres de 1979 à 1982 et reçu la médaille linnéenne en 1976 et la Médaille Engler en 1993.

## Liste partielle des œuvres
- Avec Wilfred Blunt, The Art of Botanical Illustration (1950).
- (en) William T. Stearn, « The background of Linnaeus's contributions to the nomenclature and methods of systematic biology », Systematic Zoology, vol. 8, no 1,‎ 1959, p. 4–22 (JSTOR 2411603, lire en ligne [PDF])
- Botanical Latin (1966, quatrième édition 1992).
- (en) The Natural History Museum at South Kensington (1981).

## Source
- (en) Ghillean T. Prance (2001), "William Thomas Stearn (1911–2001)", Taxon, 50 : 1255-1276.